# الشمس المجنحة
الشمس المجنحة أو قرص الشمس المجنح رمز ديني قديم يتصل بحضارات الشرق الأدنى القديمة في منطقة الهلال الخصيب، خاصة في بلاد الرافدين ومصر القديمة ويعتبر من أقدم الرموز على وجه الأرض ويرمز إلى الألوهية والحياة والعدل.

## بلاد الرافدين

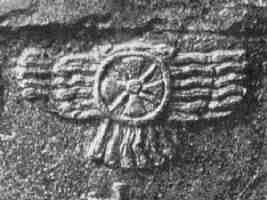
نقش قرص الشمس المجنح - كالح القرن التاسع ق.م

يمثل قرص الشمس المجنح في الحضارة الآشورية الإله شمش ونجده أيضا في نقش لآشورناصربال الثاني من نمرود (كالح) في شمال العراق. ويظهر في العديد من النقوشات الآشورية والبابلية والفارسية.[بحاجة لمصدر]

## مصر القديمة

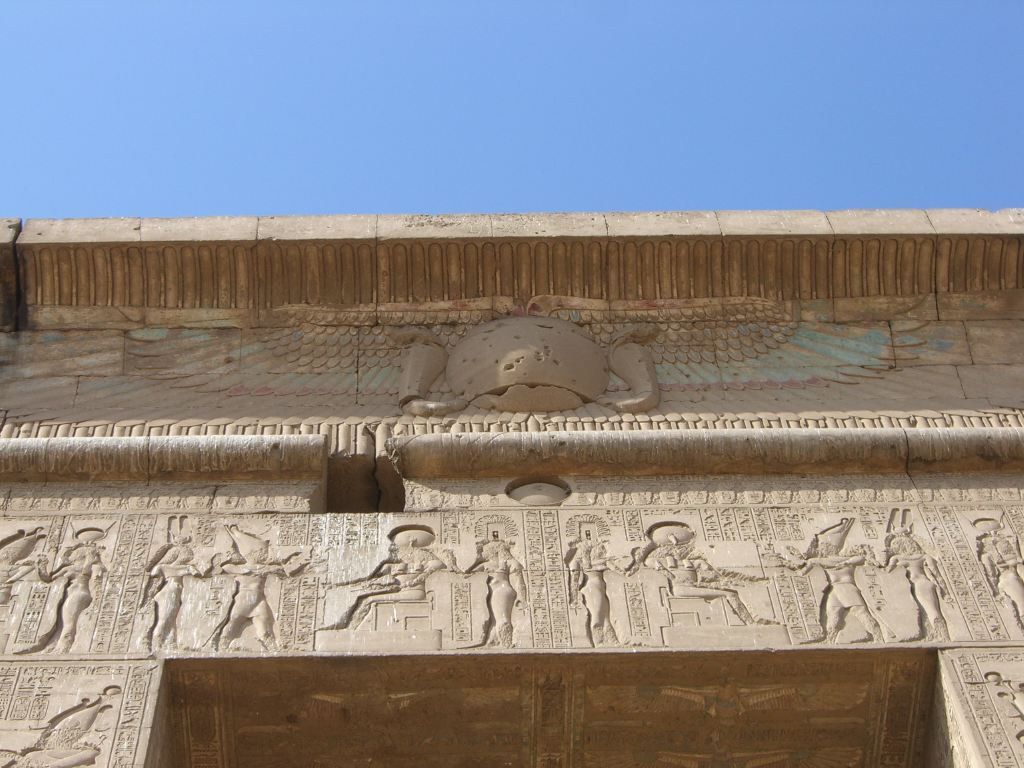
قرص الشمس في أعلى معبد الكرنك

يظهر أيضًا في النقوش الهيروغليفية فنراه في الحضارة الفرعونية مع أجنحة حورس حيث يمثل السلطة المطلقة لإله الشمس ري وألوهية فرعون. وقد وصل حتى إلى الأناضول باعتباره رمزا للملوك.

## العبرية
يظهر رمز الشمس المجنحة في الاختام العبرية بصفتها رمز ملكي متصلة بمملكة يهوذا والعديد من هذه الأختام من الملك حزقيا عليها نقوش باللغة العبريه وتعني (الانتماء للملك). ويمثل الرمز شمس العدل. وذكر رمز الشمس المجنح في سفر ملاخي 4 :«ولكم ايها المتّقون اسمي تشرق شمس البرّ والشفاء في اجنحتها فتخرجون وتنشأون كعجول الصيرة».